# Pistolet maszynowy Mors
Pistolet maszynowy Mors wz. 39 – polski pistolet maszynowy z okresu międzywojennego. Przed wybuchem II wojny światowej wyprodukowano jedynie partię próbną 36 sztuk, użytych podczas kampanii wrześniowej.

## Historia
Pistolet maszynowy Mors został opracowany w latach 1936–1938 przez Piotra Wilniewczyca i Jana Skrzypińskiego. Broń przeznaczona dla niektórych oddziałów piechoty, a także załóg wozów bojowych. Produkcję rozpoczęto w marcu 1939 roku. Nazwa pochodziła od łacińskiego mors – „śmierć”. Cena jednej sztuki wynosiła 2500 zł.
Do września 1939 roku Fabryka Karabinów w Warszawie, oprócz trzech prototypów, wyprodukowała jedynie partię próbną w liczbie 36 egzemplarzy (w starszych publikacjach podawano „prawdopodobnie około 50”). Otrzymała je Komisja Doświadczalna przy Centrum Wyszkolenia Piechoty w Rembertowie. Podczas mobilizacji część pistoletów otrzymał 3 Batalion Strzelców z Rembertowa, który m.in. użył ich w obronie Warszawy, dwa otrzymał Wojskowy Ośrodek Spadochronowy w Bydgoszczy, a resztę broni otrzymała kompania sztabowa 39 Dywizji Piechoty zmobilizowana w Rembertowie.

## Opis techniczny
Pistolet maszynowy wzór 1939 Mors jest bronią samoczynno-samopowtarzalną i działa na zasadzie wykorzystania energii odrzutu zamka swobodnego. Lufa osadzona była wewnątrz perforowanej osłony (pełniącej rolę chłodnicy) w przednim korku komory zamkowej, posiadała sześć bruzd prawoskrętnych i była przystosowana do szybkiej wymiany w warunkach polowych, poprzez mocowanie za pomocą poprzecznego kołka-łącznika. Jej wylot przystosowano do zamocowania hamulca wylotowego. Iglica wkręcana była do trzonu zamkowego. Z chwilą wystrzelenia ostatniego naboju z magazynka, zamek pozostaje w tylnym położeniu. Po załadowaniu pełnego magazynka następuje samoczynne przestawienie się trzonu zamkowego na zaczep zamka, co pozwala na natychmiastowe strzelanie. Na tylnej części komory zamkowej osadzony celownik ramieniowo-krzywiznowy z krzywizną w ramieniu, jak w przypadku kbk Mauser, jednak inaczej skalowany. Z prawej strony komory zamkowej znajduje się szczelina prowadząca rączkę zamka oraz okno wyrzutowe łusek, z lewej zaś zostały wyryte oznaczenia fabryczne, tj. orzeł, producent: F.K. (Fabryka Karabinów), oznaczenie Mors wz.39 i pod nim numer fabryczny.
Pistolet maszynowy „Mors” wyposażono w dwa spusty, przedni do ognia ciągłego, tylny — do pojedynczego. Zabezpieczenie broni następowało przez wprowadzenie rączki zamkowej w specjalne wycięcie w tylnej części komory zamkowej.
Odpowiednią celność i szybkostrzelność osiągnięto przez zastosowanie pneumatycznego opóźnienia strzałów, które działa na zasadzie wytwarzania próżni za trzonem zamkowym.
Pistolet maszynowy ma drewniane łoże z chwytem oraz kolbą zakończoną metalowym trzewikiem. Zasilany jest z dwurzędowego magazynka pudełkowego o pojemności 25 nabojów.
Pistolet posiada teleskopową podpórkę schowaną w przednim chwycie, co jest niespotykane w tego typu broni.

## Zachowane egzemplarze
Podjęte po wojnie poszukiwania w kraju ocalałych pm Mors nie dały rezultatu, udało się je odnaleźć jedynie w zbiorach zagranicznych. W roku 1983 jeden niekompletny egzemplarz pistoletu maszynowego Mors, numer fabryczny 38, został podarowany z Centralnego Muzeum Sił Zbrojnych w Moskwie do Muzeum Wojska Polskiego w Warszawie. Egzemplarz ten otrzymał zrekonstruowaną lufę i magazynek. 
Drugi egzemplarz, znajdujący się w zbiorach w Moskwie nosi numer fabryczny 39, a trzeci w Petersburgu ma numer 19. Oba nie posiadają magazynków, a nr 19 także chwytu przedniego z teleskopową podpórką (użytą do radzieckich eksperymentalnych konstrukcji karabinków).
Czwarty niekompletny egzemplarz (pozbawiony m.in. całego mechanizmu spustowego, zamka i magazynka), oznaczony numerem fabrycznym 13, znajdował się w Muzeum Wojska w Budapeszcie. W dniu 26 czerwca 2013 roku w Ambasadzie RP w Budapeszcie dyrektor węgierskiego Muzeum i Instytutu Historii Wojskowej wręczył Ministrowi Spraw Zagranicznych Radosławowi Sikorskiemu wspomniany wyżej egzemplarz pistoletu. Został on następnego dnia przekazany przez MSZ do bydgoskiego Muzeum Wojsk Lądowych jako długoterminowy depozyt.